# Dana Powell
 (mai 2023).
La mise en forme du texte ne suit pas les recommandations de Wikipédia : il faut le « wikifier ».
Les points d'amélioration suivants sont les cas les plus fréquents. Le détail des points à revoir est peut-être précisé sur la page de discussion.
- Les titres sont pré-formatés par le logiciel. Ils ne sont ni en capitales, ni en gras.
- Le texte ne doit pas être écrit en capitales (les noms de famille non plus), ni en gras, ni en italique, ni en « petit »…
- Le gras n'est utilisé que pour surligner le titre de l'article dans l'introduction, une seule fois.
- L'italique est rarement utilisé : mots en langue étrangère, titres d'œuvres, noms de bateaux, etc.
- Les citations ne sont pas en italique mais en corps de texte normal. Elles sont entourées par des guillemets français : « et ».
- Les listes à puces sont à éviter, des paragraphes rédigés étant largement préférés. Les tableaux sont à réserver à la présentation de données structurées (résultats, etc.).
- Les appels de note de bas de page (petits chiffres en exposant, introduits par l'outil «  Source ») sont à placer entre la fin de phrase et le point final[comme ça].
- Les liens internes (vers d'autres articles de Wikipédia) sont à choisir avec parcimonie. Créez des liens vers des articles approfondissant le sujet. Les termes génériques sans rapport avec le sujet sont à éviter, ainsi que les répétitions de liens vers un même terme.
- Les liens externes sont à placer uniquement dans une section « Liens externes », à la fin de l'article. Ces liens sont à choisir avec parcimonie suivant les règles définies. Si un lien sert de source à l'article, son insertion dans le texte est à faire par les notes de bas de page.
- La présentation des références doit suivre les conventions bibliographiques. Il est recommandé d'utiliser les modèles {{Ouvrage}}, {{Chapitre}}, {{Article}}, {{Lien web}} et/ou {{Bibliographie}}. Le mode d'édition visuel peut mettre en forme automatiquement les références.
- Insérer une infobox (cadre d'informations à droite) n'est pas obligatoire pour parachever la mise en page.

Pour une aide détaillée, merci de consulter Aide:Wikification.
Si vous pensez que ces points ont été résolus, vous pouvez retirer ce bandeau et améliorer la mise en forme d'un autre article.
Dana Powell est une actrice comique américaine, née en 1974, connue pour avoir joué Pam Tucker, la sœur de Cam, dans la série Modern Family (2013-2019).

## Biographie
Powell grandit à Springfield, Missouri, où elle va à la Hillcrest High School. Elle développe un intérêt pour le théâtre après une audition infructueuse en première année au lycée. Son premier rôle d'acteur est la femme de ménage dans une production de lycée de The Sound of Music. Après avoir brièvement fréquenté le Ozarks Technical Community College, elle obtient un baccalauréat en théâtre de l'Université d'État du Missouri en 1999. Elle travaille dans la salle de presse de Springfield 33 (une station de radio plus tard connue sous le nom de KSPR) avant de déménager à Los Angeles pour étudier la comédie d'improvisation à l'iO West et au Upright Citizens Brigade Theatre.

## Filmographie

### Cinéma
- 2011 : Mes meilleures amies

### Télévision
- (2013 - 2019)  : Modern Family : Pam Tucker, 14 épisodes